# Koper
Koper (en italià: Capodistria, en eslovè Koper, en croat Kopar) és una ciutat costanera al sud-oest d'Eslovènia. Amb una població de més de 25.000 habitants és un centre turístic i el principal port del país, a la costa de la mar Adriàtica.
Entre els molts llocs d'interès pel seu valor artístic o històric es poden destacar el Palau Pretorià del segle xv, en estil gòtic venecià, l'església Carmine Rotunda del segle xii i la Catedral de Sant Nazari amb el seu campanar del segle xiv, o la Universitat de Primorska.

## Història
La història de Koper és complexa i molt variada. Fundada probablement pels grecs, en una illa a la part sud-est del golf de Koper, al nord de l'Adriàtic, va passar a dependre de Roma en data indeterminada, i la van anomenar Insula Caprea (illa de les cabres). Només en parla Plini el Vell, que la considera una ciutat petita i poc important. Després es va anomenar Egida. L'any 568, els habitants de la propera ciutat de Tergeste (actual Trieste) es van refugiar a Egida fugint d'un atac dels longobards. L'emperador romà d'Orient Justinià II la va restaurar i li va donar el nom de Justinòpolis. Més tard, Justinòpolis va caure en mans dels longobards i dels francs i els àvars la van ocupar breument al segle viii. Almenys des del segle viii i possiblement ja al segle vi Koper era la seu d'una diòcesi.
El comerç entre Koper i Venècia va ser constant des de l'any 932. Durant la guerra entre Venècia i el Sacre Imperi Romanogermànic, Koper va lluitar a la banda de l'Imperi, i va rebre els drets de ciutat, concedits el 1035 per l'emperador Conrad II. Més tard del 1232, Koper estava sota el domini del patriarca d'Aquileia, i el 1278 es va unir a la República de Venècia. En aquesta època que les muralles i les torres de la ciutat van ser parcialment enderrocades.
L'any 1420, el patriarca d'Aquileia va cedir les possessions que li quedaven a Ístria a la República Veneciana, i Koper va ser una de les principals ciutats venecianes de la costa.
Koper va créixer fins a convertir-se en la capital de l'Ístria veneciana i va ser rebatejada amb el nom de Caput Histriae ('cap d'Ístria'), d'on prové el seu nom italià modern, Capodistria.
Durant el segle xvi la població de Koper va disminuir dràsticament a causa de repetides epidèmies de pesta. Quan Trieste es va convertir en un port lliure l'any 1719, Koper va perdre el monopoli del comerç, i la seva importància va disminuir encara més.

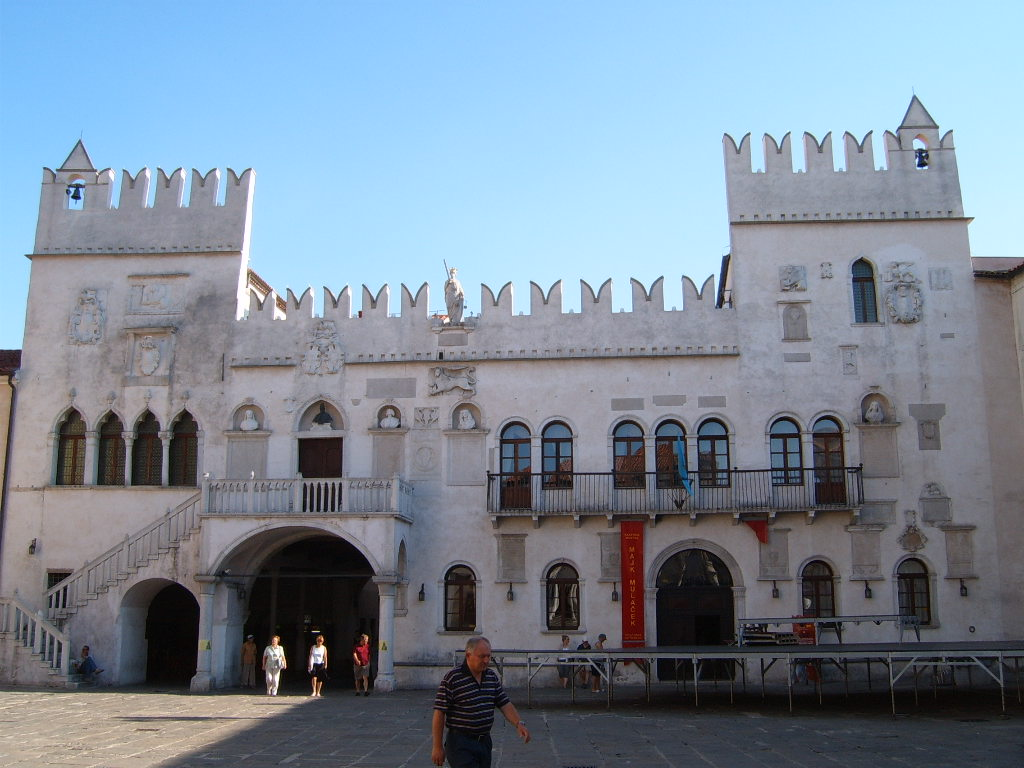
Palau Pretorià

Després de la Primera Guerra Mundial, va deixar de pertànyer a l'Imperi Austrohongarès i va passar a domini d'Itàlia. Al final de la Segona Guerra Mundial va formar part de la Zona B del Territori Lliure de Trieste, controlada per Iugoslàvia. La majoria dels habitants italians van abandonar la ciutat el 1954, quan el Territori Lliure de Trieste va deixar d'existir formalment i la Zona B va passar a formar part de la República Federal Socialista de Iugoslàvia.
Amb la independència d'Eslovènia el 1991, Koper es va convertir en l'únic port comercial d'aquell estat. La Universitat de Primorska té la seu a la ciutat.